# Emma Sky
Emma Sky, OBE, (geboren um 1968)

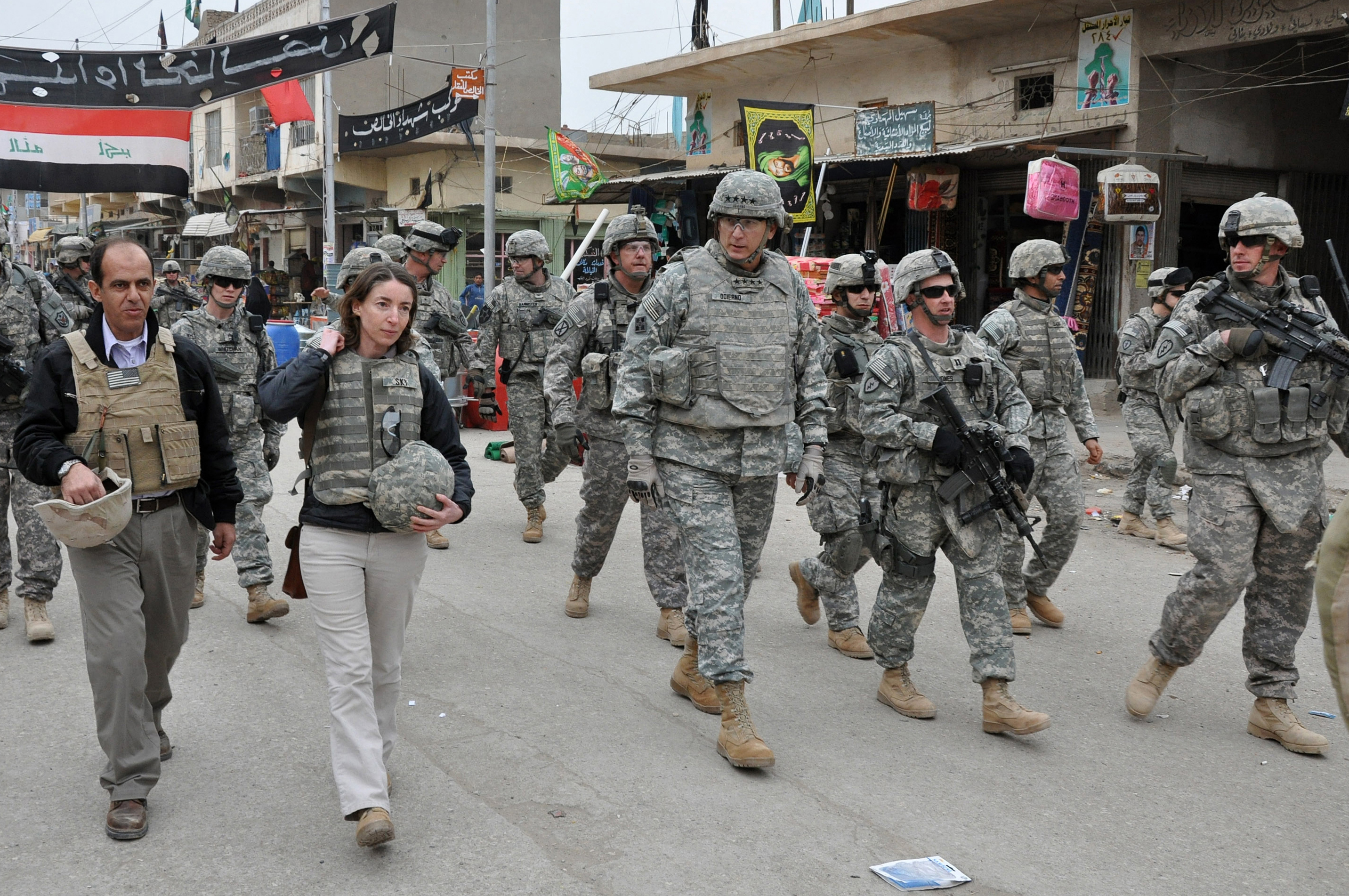
Emma Sky (mit General Odierno in al-Chalis, Irak, 2013)

ist eine britische Politikberaterin und Nahostexpertin.

## Leben
Emma Sky studierte Orientalistik (B. A.) am Somerville College der Oxford University und setzte das Studium an der Universität Alexandria in Ägypten, der Hebräischen Universität Jerusalem und der Universität Liverpool fort. Sie spricht Arabisch und Hebräisch. Nach dem Studium arbeitete sie zehn Jahre für den British Council in Projekten im israelisch-palästinensischen Konflikt in der Westbank und ab 2001 wieder als Beraterin in der Niederlassung des British Council in Manchester, wo sie mit Themen wie Menschenrechte in Bangladesch und Gefängniswesen in Brasilien befasst war.
Sky war 35 Jahre alt, als sie 2003 im Auftrag des Foreign Office als Beraterin der Koalitions-Übergangsverwaltung des Irak nach  Kirkuk entsandt wurde. Im Jahr 2005 war sie in Jerusalem politische Beraterin von US-General William E. Ward, dem US-Sicherheitskoordinator für den  Israel-Palästina-Konflikt. 2006 war sie in Kabul Beraterin des kommandierenden Generals der International Security Assistance Force, der in dieser Periode von Italien und dann von Großbritannien gestellt wurde. Sie arbeitete von 2007 bis 2010 im besetzten Irak für den U.S.-General Raymond T. Odierno, der von 2008 bis 2010 Kommandeur der Multi-National Force – Iraq war und der sie als seine politische Beraterin anstellte.
Sky wurde 2011 vor den britischen Untersuchungsausschuss Iraq Inquiry geladen. Sie lehrt als Senior Fellow am Jackson Institute for Global Affairs der Yale University und ist Direktorin des World Fellows Programs der Yale University.
Sky wurde 2003 als MBE ausgezeichnet und 2008 zum Officer of the Order of the British Empire ernannt. Ihr Buch  The unravelling stand 2015 auf der Shortlist des Samuel-Johnson-Preises.

## Schriften
- In A Time Of Monsters: Travels Through a Middle East in Revolt. Atlantic, London 2019, ISBN 978-1-78649-560-0.
- The unravelling: high hopes and missed opportunities in Iraq. New York, NY : PublicAffairs, 2015

Zeitschriftenbeiträge (Auswahl)
- Arab Spring... American Fall? Learning the Right Lessons from Iraq and Afghanistan. In: Harvard International Review, Juli 2011, Vol.33(2), S. 23–27
- mit Safa Rasul al-Sheikh: Iraq Since 2003: Perspectives on a Divided Society. In: Survival, Vol. 53, No. 4, S. 119–141 (Zeitschrift des International Institute for Strategic Studies)
- Iraq, From Surge to Sovereignty: Winding Down the War in Iraq. In: Foreign Affairs, 2011, S. 117–127